# Atalophlebia
Atalophlebia is een geslacht van haften (Ephemeroptera) uit de familie Leptophlebiidae.

## Soorten
Het geslacht Atalophlebia omvat de volgende soorten:
- Atalophlebia albiterminata
- Atalophlebia aurata
- Atalophlebia australasica
- Atalophlebia australis
- Atalophlebia darrunga
- Atalophlebia gubara
- Atalophlebia hudsoni
- Atalophlebia incerta
- Atalophlebia kala
- Atalophlebia kokunia
- Atalophlebia longicaudata
- Atalophlebia maculosa
- Atalophlebia marowana
- Atalophlebia miunga
- Atalophlebia pierda
- Atalophlebia superba
- Atalophlebia tuhla